# Wenona
Wenona és una població dels Estats Units a l'estat d'Illinois. Segons el cens del 2000 tenia 1.065 habitants.

## Demografia
Segons el cens del 2000, Wenona tenia 1.065 habitants, 453 habitatges, i 278 famílies. La densitat de població era de 613,7 habitants/km².
Dels 453 habitatges en un 26,7% hi vivien nens de menys de 18 anys, en un 52,1% hi vivien parelles casades, en un 6,8% dones solteres, i en un 38,6% no eren unitats familiars. En el 34,9% dels habitatges hi vivien persones soles el 18,1% de les quals corresponia a persones de 65 anys o més que vivien soles. El nombre mitjà de persones vivint en cada habitatge era de 2,35 i el nombre mitjà de persones que vivien en cada família era de 3,1.
Per edats la població es repartia de la següent manera: un 25,9% tenia menys de 18 anys, un 6,9% entre 18 i 24, un 25,4% entre 25 i 44, un 22% de 45 a 60 i un 19,9% 65 anys o més.
L'edat mediana era de 40 anys. Per cada 100 dones de 18 o més anys hi havia 88,8 homes.
La renda mediana per habitatge era de 36.711 $ i la renda mediana per família de 45.714 $. Els homes tenien una renda mediana de 32.237 $ mentre que les dones 20.647 $. La renda per capita de la població era de 17.951 $. Aproximadament el 4,2% de les famílies i el 7,8% de la població estaven per davall del llindar de pobresa.

## Poblacions més properes
El següent diagrama mostra les poblacions més properes.